# استفسار تقديري
الاستفسار التقديري هو نموذج يسعى إلى إشراك أصحاب المصلحة في التغيير الذي يقرره بنفسه. وفقا لغيرفيز بوش أستاذ القيادة والتطوير التنظيمي في كلية بيدي للأعمال والباحث في هذا الموضوع فإن "الاستفسار التقديري أحدث ثورة في مجال التطوير التنظيمي وكان مقدمة لظهور دراسات تنظيمية إيجابية ونقاط القوة القائمة على الحركة في أمريكا الإدارة". وقد تم تطويره في قسم السلوك التنظيمي بجامعة كيس ويسترن ريزيرف بدءا من مقال عام 1987 بقلم ديفيد كوبردير وسوريش سريفاستفا. لقد شعروا أن الإفراط في استخدام حل المشكلات يعيق أي نوع من التحسين الاجتماعي وما كان مطلوبا هو طرق جديدة للبحث من شأنها أن تساعد في توليد أفكار ونماذج جديدة لكيفية التنظيم.

## الخلفية التاريخية
اتخذ كوبردير وسريفاستفا نهجا بنائيا اجتماعيا بحجة أن المنظمات يتم إنشاؤها وصيانتها وتغييرها من خلال المحادثات وادعيا أن أساليب التنظيم كانت محدودة فقط من خلال خيال الناس والاتفاقيات فيما بينهم.
في عام 2001 نشر كوبررايدر وديانا ويتني مقالا يلخص المبادئ الخمسة للاستفسار التقديري.
في عام 1996 شارك كوبررايدر وويتني والعديد من زملائهم بشكل مركزي في استخدام الاستفسار التقديري للزوجة الوسطى في إنشاء مبادرة الأديان المتحدة وهي منظمة عالمية مكرسة لتعزيز التعاون بين الأديان على مستوى القاعدة من أجل السلام والعدالة والشفاء. تم تأريخ هذه الشراكة المبكرة بين مبادرة الأديان المتحدة والاستفسار التقديري في ولادة مجتمع عالمي: التحقيق التقديري في العمل من قبل تشارلز جيبس وسالي ماهي. كما تم استخدام الاستفسار التقديري في الاجتماع الأول (1999) والاجتماعات اللاحقة لقادة الأعمال التي أسست الاتفاق العالمي للأمم المتحدة. في أحد التطبيقات المبكرة الأخرى قام كوبررايدر وويتني بتعليم الاستفسار التقديري لموظفي شركة الهاتف والإلكترونيات العامة (أصبح الآن جزءا من فيرايزون للاتصالات) مما أدى إلى تحسينات في دعم الموظفين لتوجيه أعمال شركة الهاتف والإلكترونيات العامة وكجزء من التحسين المستمر للعملية ولدت تحسينات في تحصيل الإيرادات وتوفير التكاليف الحصول على جائزة شركة الهاتف والإلكترونيات العامة من جمعية تنمية المواهب لأفضل برنامج تغيير تنظيمي في الولايات المتحدة في عام 1997.
في 8 مايو 2010 توفي سوريش سريفاستفا.
نشر بوش مراجعة عام 2011 للنموذج بما في ذلك عملياته وانتقاداته وأدلة. كما نشر تاريخ النموذج في عام 2012.

## الأسس والمبادئ
وفقا لبوش فإن الاستفسار التقديري "يدعو إلى تحقيق جماعي في أفضل ما هو من أجل تخيل ما يمكن أن يكون متبوعا بتصميم جماعي لحالة مستقبلية مرغوبة مقنعة وبالتالي لا تتطلب استخدام الحوافز أو الإكراه أو الإقناع. من أجل حدوث التغيير المخطط له".
يعتمد النموذج على افتراض أن الأسئلة التي نطرحها ستميل إلى تركيز انتباهنا في اتجاه معين وأن المنظمات تتطور في اتجاه الأسئلة التي يطرحونها بإصرار وحماس. في منتصف الثمانينيات من القرن الماضي كانت معظم طرق تقييم الوضع وتقييمه ثم اقتراح الحلول مبنية على نموذج النقص وطرح أسئلة مثل "ما هي المشاكل؟" أو "ما الخطأ؟" أو "ما الذي يجب إصلاحه؟". بدلا من طرح السؤال "ما هي المشكلة؟" صاغ آخرون السؤال من حيث "التحديات" التي لا تزال تركز على النقص حول ما يجب إصلاحه أو حله. كان الاستفسار التقديري أول طريقة إدارية جادة لإعادة تركيز الانتباه على ما ينجح والجوهر الإيجابي وما يهتم به الناس حقا. اليوم هذه الطرق لمقاربة التغيير التنظيمي شائعة.
المبادئ الخمسة للاستفسار التقديري هي:
1. يقترح مبدأ البناء أن ما نعتقد أنه حقيقي يحدد ما نقوم به وينبثق الفكر والعمل من العلاقات. من خلال لغة وخطاب التفاعلات اليومية يشارك الناس في بناء المنظمات التي يعيشون فيها. الغرض من الاستفسار هو تحفيز الأفكار والقصص والصور الجديدة التي تولد إمكانيات جديدة للعمل.
2. يقترح مبدأ التزامن أنه عندما نستفسر عن الأنظمة البشرية نقوم بتغييرها وبذور التغيير والأشياء التي يفكر بها الناس ويتحدثون عنها وما يكتشفونه ويتعلمونه تكون ضمنية في الأسئلة الأولى المطروحة. الأسئلة ليست محايدة أبدا فهي مصيرية وتتحرك الأنظمة الاجتماعية في اتجاه الأسئلة التي يناقشونها بحماس وإصرار.
3. يقترح المبدأ الشعري أن يتم التعبير عن الحياة التنظيمية في القصص التي يرويها الناس لبعضهم البعض كل يوم وقصة المنظمة يتم تأليفها باستمرار. الكلمات والموضوعات المختارة للاستفسار لها تأثير يتجاوز مجرد الكلمات نفسها. إنهم يستدعون المشاعر والتفاهمات وعوالم المعنى. في جميع مراحل البحث يتم وضع جهود البحث في استخدام الكلمات التي تشير إلى الأفضل في الأشخاص وتنشيطهم وإلهامهم.
4. يفترض المبدأ التوقعي أن ما نقوم به اليوم يسترشد بصورتنا عن المستقبل. تبرز الأنظمة البشرية إلى الأبد أمام نفسها أفقا من التوقع يجلب المستقبل بقوة إلى الحاضر كعامل تعبئة. يستخدم البحث التقديري الإبداع الفني للصور الإيجابية على أساس جماعي لإعادة تشكيل الواقع الاستباقي.
5. يقترح المبدأ الإيجابي أن الزخم والتغيير المستدام يتطلبان تأثيرا إيجابيا وترابطا اجتماعيا. المشاعر مثل الأمل والإثارة والإلهام والصداقة الحميمة والفرح تزيد من الإبداع والانفتاح على الأفكار الجديدة والأشخاص والمرونة المعرفية. كما أنها تعزز الروابط والعلاقات القوية بين الناس ولا سيما بين المجموعات المتصارعة المطلوبة للتحقيق الجماعي والتغيير.

يعتقد بعض الباحثين أن التركيز المفرط على الاختلالات يمكن أن يؤدي في الواقع إلى تفاقمها أو فشلها في التحسن. على النقيض من ذلك تقول الاستفسار التقديري عندما يتم تحفيز جميع أعضاء المنظمة لفهم وتقييم السمات الأكثر ملاءمة لثقافتها يمكنها إجراء تحسينات سريعة.
يتم استخدام الأساليب القائمة على القوة في إنشاء استراتيجية التطوير التنظيمي وتنفيذ تكتيكات الفعالية التنظيمية. غالبا ما يعتمد أسلوب الاستفسار التقديري على المقابلات لفهم نقاط القوة المحتملة للمنظمة نوعيا من خلال النظر إلى تجربة المنظمة وإمكاناتها والهدف هو توضيح الأصول والدوافع الشخصية التي هي نقاط قوتها.
جادل بوش بأن المؤيدين الرئيسيين للاستفسار التقديري يركزون الكثير من الاهتمام على "الإيجابي" وليس بالقدر الكافي على التحول الذي يمكن أن يحدثه الاستفسار التقديري من خلال توليد أفكار جديدة والإرادة للعمل عليها. في دراسة مقارنة أجريت عام 2010 في منطقة تعليمية وجد أنه حتى في الحالات التي لم يحدث فيها أي تغيير كان المشاركون إيجابيين للغاية أثناء عملية الاستفسار التقديري. إن ما يميز تلك المواقع التي شهدت تغييرات تحويلية هو إنشاء أفكار جديدة أعطت الناس طرقا جديدة لمعالجة المشكلات القديمة. يجادل بأنه من أجل حدوث تغيير تحولي يجب على الاستفسار التقديري معالجة المشكلات التي تهم الناس بدرجة كافية لرغبتهم في التغيير. ومع ذلك فإن الاستفسار التقديري يخاطبهم ليس من خلال حل المشكلات ولكن من خلال الصور التوليفية. تمت تغطية بعض من هذا في مناقشة مدتها 90 دقيقة حول الاستفسار التقديري والإيجابية والإنتاجية من قبل بوش والدكتور رون فراي من كيس ويسترن في مؤتمر الاستقصاء التقديري العالمي لعام 2012.

## السمات المميزة
يأتي الجدول التالي من مقال كوبررايدر وويتني (2001) ويستخدم لوصف بعض الفروق بين الاستفسار التقديري ومقاربات التطوير التنظيمي التي لا تستند إلى ما يسمونه الإمكانات الإيجابية:
| حل مشكلة                                 | الاستفسار التقديري                           |
| ---------------------------------------- | -------------------------------------------- |
| 1. "الحاجة الملحوظة" ، تحديد المشكلة     | 1. تقدير وتقييم أفضل ما في "ما هو"           |
| 2. تحليل الأسباب                         | 2. تصور "ماذا يمكن أن يكون"                  |
| 3. التحليل والحلول الممكنة               | 3. الحوار "ماذا يجب أن يكون"                 |
| 4. تخطيط العمل (العلاج)                  | 4. تصميم "ماذا سيكون"                        |
| الافتراض الأساسي: المنظمة مشكلة يجب حلها | الافتراض الأساسي: المنظمة هي لغز يجب احتضانه |

يحاول الاستفسار التقديري استخدام طرق طرح الأسئلة وتصور المستقبل من أجل تعزيز العلاقات الإيجابية والبناء على الإمكانات الحالية لشخص أو منظمة أو موقف معين. يستخدم النموذج الأكثر شيوعا دورة من أربع عمليات والتي تركز على ما يسميه:
- اكتشف: تحديد العمليات التنظيمية التي تعمل بشكل جيد.
- الحلم: تصور العمليات التي من شأنها أن تعمل بشكل جيد في المستقبل.
- التصميم: تخطيط وتحديد أولويات العمليات التي من شأنها أن تعمل بشكل جيد.
- النشر: تنفيذ التصميم المقترح.

الهدف هو بناء - أو إعادة بناء - المنظمات حول ما ينجح بدلا من محاولة إصلاح ما لا يصلح. يحاول ممارسو الاستفسار التقديري نقل هذا النهج على أنه عكس حل المشكلات.

## تطبيق الاستفسار التقديري
هناك مجموعة متنوعة من الأساليب لتنفيذ الاستفسار التقديري بما في ذلك المقابلات الجماعية والتجمع الكبير والمتنوع الذي يسمى قمة التحقيق التقديرية. تتضمن هذه الأساليب جمع مجموعات كبيرة ومتنوعة من الأشخاص معًا للدراسة والبناء على الأفضل في منظمة أو مجتمع.

## الاستخدامات
في فانكوفر يتم استخدام الاستفسار التقديري من قبل مركز الدالاي لاما للسلام والتعليم. المركز الذي أسسه الدالاي لاما وفيكتور تشان يستخدم الاستفسار التقديري لتسهيل المجتمعات المتعاطفة.